# Challenge Cup 1996
Der Challenge Cup 1996 (aus Sponsoringgründen auch als Silk Cut Challenge Cup bezeichnet) war die 95. Ausgabe des jährlichen Rugby-League-Turniers Challenge Cup. Im Finale gewann der St Helens RLFC 40:32 gegen die Bradford Bulls und gewann damit das Turnier zum sechsten Mal.

## Erste Runde
|  | Beverley | 14 : 10 | Bisons |  |
|  |          |         |        |  |

|  | Blackpool Gladiators | 14 : 10 | Fryston |  |
|  |                      |         |         |  |

|  | Dudley Hill | 22 : 29 | Thatto Heath Crusaders |  |
|  |             |         |                        |  |

|  | Eastmoor Dragons | 24 : 6 | Upton & Frickley |  |
|  |                  |        |                  |  |

|  | Egremont Rangers | 12 : 8 | Hensingham |  |
|  |                  |        |            |  |

|  | Hemel Hempstead | 32 : 8 | Worth Village |  |
|  |                 |        |               |  |

|  | Heworth | 34 : 6 | Student RL Old Boys |  |
|  |         |        |                     |  |

|  | Leigh Miners Rangers | 32 : 14 | Mysons |  |
|  |                      |         |        |  |

|  | Lock Lane | 36 : 9 | Humberside University |  |
|  |           |        |                       |  |

|  | Rochdale Mayfield | 22 : 4 | Halton Simms Cross |  |
|  |                   |        |                    |  |

|  | Millom | 12 : 22 | Skirlaugh Bulls |  |
|  |        |         |                 |  |

|  | Nottingham City | 10 : 74 | West Bowling |  |
|  |                 |         |              |  |

|  | Oldham St Annes | 28 : 12 | Huddersfield Underbank Rangers |  |
|  |                 |         |                                |  |

|  | Saddleworth Rangers | 43 : 6 | Lowca |  |
|  |                     |        |       |  |

|  | Thornhill Trojans | 33 : 11 | Blackbrook Royals |  |
|  |                   |         |                   |  |

|  | West Hull | 100 : 2 | Durham University |  |
|  |           |         |                   |  |

|  | Wigan St Patricks | 34 : 4 | Haydock |  |
|  |                   |        |         |  |

|  | Woolston Rovers | 62 : 4 | Sir John Moores University |  |
|  |                 |        |                            |  |

## Zweite Runde
|  | Eastmoor Dragons | 17 : 16 | Leigh Miners |  |
|  |                  |         |              |  |

|  | Lock Lane | 22 : 14 | Beverley |  |
|  |           |         |          |  |

|  | Oldham St Annes | 12 : 15 | Thatto Heath Crusaders |  |
|  |                 |         |                        |  |

|  | Saddleworth Rangers | 8 : 17 | Heworth |  |
|  |                     |        |         |  |

|  | Skirlaugh Bulls | 19 : 8 | Rochdale Mayfield |  |
|  |                 |        |                   |  |

|  | Thornhill Trojans | 44 : 26 | Hemel Hempstead |  |
|  |                   |         |                 |  |

|  | West Hull | 35 : 18 | Blackpool Gladiators |  |
|  |           |         |                      |  |

|  | Wigan St Patricks | 6 : 13 | West Bowling |  |
|  |                   |        |              |  |

|  | Woolston Rovers | 20 : 20 | Egremont Rangers |  |
|  |                 |         |                  |  |

| Wiederholungsspiel | Egremont Rangers | 13 : 6 | Woolston Rovers |  |
| Wiederholungsspiel |                  |        |                 |  |

## Dritte Runde
| 14. Januar | Barrow Braves | 14 : 0 | Doncaster Dragons | Craven Park, Barrow Zuschauer: 658 Schiedsrichter: Peter Taberner |
| 14. Januar | Bericht       |        |                   | Craven Park, Barrow Zuschauer: 658 Schiedsrichter: Peter Taberner |

| 14. Januar | Bramley | 22 : 18 | Heworth | Clarence Field, Leeds Zuschauer: 1.200 Schiedsrichter: David Atkin |
| 14. Januar | Bericht |         |         | Clarence Field, Leeds Zuschauer: 1.200 Schiedsrichter: David Atkin |

| 14. Januar | Carlisle | 36 : 6 | West Bowling | Gillford Park, Carlisle Zuschauer: 350 Schiedsrichter: Nick Oddy |
| 14. Januar | Bericht  |        |              | Gillford Park, Carlisle Zuschauer: 350 Schiedsrichter: Nick Oddy |

| 14. Januar | Chorley Chieftains | 12 : 27 | Thatto Heath Crusaders | Victory Park, Chorley Zuschauer: 550 |
| 14. Januar | Bericht            |         |                        | Victory Park, Chorley Zuschauer: 550 |

| 14. Januar | Highfield | 20 : 35 | West Hull | Valerie Park, Prescot Zuschauer: 325 Schiedsrichter: Alan Burke |
| 14. Januar | Bericht   |         |           | Valerie Park, Prescot Zuschauer: 325 Schiedsrichter: Alan Burke |

| 14. Januar | Hull Kingston Rovers | 44 : 12 | Eastmoor Dragons | Craven Park, Hull Zuschauer: 1.221 Schiedsrichter: Garry Owram |
| 14. Januar | Bericht              |         |                  | Craven Park, Hull Zuschauer: 1.221 Schiedsrichter: Garry Owram |

| 14. Januar | Hunslet Hawks | 30 : 18 | Skirlaugh Bulls | John Charles Centre for Sport, Leeds Zuschauer: 755 Schiedsrichter: Paul Lee |
| 14. Januar | Bericht       |         |                 | John Charles Centre for Sport, Leeds Zuschauer: 755 Schiedsrichter: Paul Lee |

| 14. Januar | Leigh Centurions | 58 : 6 | Egremont Rangers | Hilton Park, Leigh Zuschauer: 932 Schiedsrichter: Graham Shaw |
| 14. Januar | Bericht          |        |                  | Hilton Park, Leigh Zuschauer: 932 Schiedsrichter: Graham Shaw |

| 14. Januar | Swinton Lions | 52 : 4 | Thornhill Trojans | Gigg Lane, Bury Zuschauer: 534 |
| 14. Januar | Bericht       |        |                   | Gigg Lane, Bury Zuschauer: 534 |

| 14. Januar | York City Knights | 30 : 10 | Lock Lane | Ryedale Stadium, York Zuschauer: 683 Schiedsrichter: Steve Cross |
| 14. Januar | Bericht           |         |           | Ryedale Stadium, York Zuschauer: 683 Schiedsrichter: Steve Cross |

## Vierte Runde
| 28. Januar | Huddersfield Giants | 14 : 35 | Sheffield Eagles | Alfred McAlpine Stadium, Huddersfield Zuschauer: 1.990 Schiedsrichter: Steve Presley |
| 28. Januar | Bericht             |         |                  | Alfred McAlpine Stadium, Huddersfield Zuschauer: 1.990 Schiedsrichter: Steve Presley |

| 28. Januar | Salford City Reds | 35 : 12 | Featherstone Rovers | The Willows, Salford Zuschauer: 2.116 Schiedsrichter: Alan Bates |
| 28. Januar | Bericht           |         |                     | The Willows, Salford Zuschauer: 2.116 Schiedsrichter: Alan Bates |

| 28. Januar | Wigan Warriors | 74 : 12 | Bramley | Central Park, Wigan Zuschauer: 4.627 Schiedsrichter: Paul Lee |
| 28. Januar | Bericht        |         |         | Central Park, Wigan Zuschauer: 4.627 Schiedsrichter: Paul Lee |

| 31. Januar | Dewsbury Rams | 12 : 10 | London Broncos | Crown Flatt, Dewsbury Zuschauer: 520 Schiedsrichter: Karl Kirkpatrick |
| 31. Januar | Bericht       |         |                | Crown Flatt, Dewsbury Zuschauer: 520 Schiedsrichter: Karl Kirkpatrick |

| 4. Februar | Bradford Bulls | 60 : 18 | Batley Bulldogs | Odsal Stadium, Bradford Zuschauer: 3.017 Schiedsrichter: Steve Ganson |
| 4. Februar | Bericht        |         |                 | Odsal Stadium, Bradford Zuschauer: 3.017 Schiedsrichter: Steve Ganson |

| 4. Februar | Carlisle | 18 : 34 | Wakefield Trinity Wildcats | Gillford Park, Carlisle Zuschauer: 550 Schiedsrichter: Ian McGregor |
| 4. Februar | Bericht  |         |                            | Gillford Park, Carlisle Zuschauer: 550 Schiedsrichter: Ian McGregor |

| 4. Februar | Castleford Tigers | 16 : 58 | St Helens | Wheldon Road, Castleford Zuschauer: 7.023 Schiedsrichter: Stuart Cummings |
| 4. Februar | Bericht           |         |           | Wheldon Road, Castleford Zuschauer: 7.023 Schiedsrichter: Stuart Cummings |

| 4. Februar | Hull FC | 52 : 18 | Hunslet Hawks | The Boulevard, Hull Zuschauer: 2.430 Schiedsrichter: Graham Shaw |
| 4. Februar | Bericht |         |               | The Boulevard, Hull Zuschauer: 2.430 Schiedsrichter: Graham Shaw |

| 4. Februar | Hull Kingston Rovers | 0 : 24 | Leigh Centurions | Craven Park, Hull Zuschauer: 2.337 Schiedsrichter: John Connolly |
| 4. Februar | Bericht              |        |                  | Craven Park, Hull Zuschauer: 2.337 Schiedsrichter: John Connolly |

| 4. Februar | Keighley Cougars | 12 : 9 | Barrow Braves | Lawkholme Lane, Bradford Zuschauer: 2.155 Schiedsrichter: Peter Taberner |
| 4. Februar | Bericht          |        |               | Lawkholme Lane, Bradford Zuschauer: 2.155 Schiedsrichter: Peter Taberner |

| 4. Februar | Oldham Bears | 4 : 26 | Warrington Wolves | The Watersheddings, Oldham Zuschauer: 4.924 Schiedsrichter: David Campbell |
| 4. Februar | Bericht      |        |                   | The Watersheddings, Oldham Zuschauer: 4.924 Schiedsrichter: David Campbell |

| 4. Februar | Rochdale Hornets | 54 : 8 | Thatto Heath Crusaders | Spotland Stadium, Rochdale Zuschauer: 604 Schiedsrichter: Steve Nicholson |
| 4. Februar | Bericht          |        |                        | Spotland Stadium, Rochdale Zuschauer: 604 Schiedsrichter: Steve Nicholson |

| 4. Februar | Swinton Lions | 22 : 27 | Leeds | Gigg Lane, Bury Zuschauer: 2.000 Schiedsrichter: Steve Cross |
| 4. Februar | Bericht       |         |       | Gigg Lane, Bury Zuschauer: 2.000 Schiedsrichter: Steve Cross |

| 11. Februar | Whitehaven | 6 : 18 | Halifax Blue Sox | Recreation Ground, Whitehaven Zuschauer: 1.619 Schiedsrichter: Robert Connolly |
| 11. Februar | Bericht    |        |                  | Recreation Ground, Whitehaven Zuschauer: 1.619 Schiedsrichter: Robert Connolly |

| 11. Februar | Workington Town | 10 : 17 | Widnes Vikings | Derwent Park, Workington Zuschauer: 2.339 Schiedsrichter: John Connolly |
| 11. Februar | Bericht         |         |                | Derwent Park, Workington Zuschauer: 2.339 Schiedsrichter: John Connolly |

|  | West Hull | 10 : 6 | York City Knights |  |
|  |           |        |                   |  |

## Fünfte Runde
| 9. Februar | West Hull | 8 : 40 | Wakefield Trinity Wildcats |  |
| 9. Februar | Bericht   |        |                            |  |

| 10. Februar | Warrington Wolves | 10 : 30 | Leeds | Wilderspool Stadium, Warrington Zuschauer: 3.886 Schiedsrichter: Colin Morris |
| 10. Februar | Bericht           |         |       | Wilderspool Stadium, Warrington Zuschauer: 3.886 Schiedsrichter: Colin Morris |

| 11. Februar | Hull FC | 42 : 10 | Keighley Cougars | The Boulevard, Hull Zuschauer: 3.498 Schiedsrichter: Stuart Cummings |
| 11. Februar | Bericht |         |                  | The Boulevard, Hull Zuschauer: 3.498 Schiedsrichter: Stuart Cummings |

| 11. Februar | Leigh Centurions | 12 : 44 | Bradford Bulls | Hilton Park, Leigh Zuschauer: 4.100 Schiedsrichter: Russell Smith |
| 11. Februar | Bericht          |         |                | Hilton Park, Leigh Zuschauer: 4.100 Schiedsrichter: Russell Smith |

| 11. Februar | Rochdale Hornets | 20 : 58 | St Helens | Spotland Stadium, Rochdale Zuschauer: 3.503 Schiedsrichter: Alan Bates |
| 11. Februar | Bericht          |         |           | Spotland Stadium, Rochdale Zuschauer: 3.503 Schiedsrichter: Alan Bates |

| 11. Februar | Salford City Reds | 26 : 16 | Wigan Warriors | The Willows, Salford Zuschauer: 10.048 Schiedsrichter: David Campbell |
| 11. Februar | Bericht           |         |                | The Willows, Salford Zuschauer: 10.048 Schiedsrichter: David Campbell |

| 18. Februar | Dewsbury Rams | 16 : 36 | Widnes Vikings | Crown Flatt, Dewsbury Zuschauer: 2.120 Schiedsrichter: Karl Kirkpatrick |
| 18. Februar | Bericht       |         |                | Crown Flatt, Dewsbury Zuschauer: 2.120 Schiedsrichter: Karl Kirkpatrick |

| 18. Februar | Halifax Blue Sox | 24 : 20 | Sheffield Eagles | Thrum Hall, Halifax Zuschauer: 5.511 Schiedsrichter: Steve Presley |
| 18. Februar | Bericht          |         |                  | Thrum Hall, Halifax Zuschauer: 5.511 Schiedsrichter: Steve Presley |

## Viertelfinale
| 24. Februar | Salford City Reds | 26 : 46 | St Helens | The Willows, Salford Zuschauer: 8.134 Schiedsrichter: David Campbell |
| 24. Februar | Bericht           |         |           | The Willows, Salford Zuschauer: 8.134 Schiedsrichter: David Campbell |

| 25. Februar | Bradford Bulls | 30 : 18 | Wakefield Trinity Wildcats | Odsal Stadium, Bradford Zuschauer: 6.519 Schiedsrichter: Colin Morris |
| 25. Februar | Bericht        |         |                            | Odsal Stadium, Bradford Zuschauer: 6.519 Schiedsrichter: Colin Morris |

| 25. Februar | Halifax Blue Sox | 24 : 35 | Leeds | Thrum Hall, Halifax Zuschauer: 7.451 Schiedsrichter: Stuart Cummings |
| 25. Februar | Bericht          |         |       | Thrum Hall, Halifax Zuschauer: 7.451 Schiedsrichter: Stuart Cummings |

| 25. Februar | Hull FC | 0 : 20 | Widnes Vikings | The Boulevard, Hull Zuschauer: 7.618 Schiedsrichter: Robert Connolly |
| 25. Februar | Bericht |        |                | The Boulevard, Hull Zuschauer: 7.618 Schiedsrichter: Robert Connolly |

## Halbfinale
| 9. März | St Helens | 24 : 14 | Widnes Vikings | Central Park, Wigan Zuschauer: 13.424 Schiedsrichter: Russell Smith |
| 9. März | Bericht   |         |                | Central Park, Wigan Zuschauer: 13.424 Schiedsrichter: Russell Smith |

| 23. März | Bradford Bulls | 28 : 6 | Leeds | Alfred McAlpine Stadium, Huddersfield Zuschauer: 17.139 Schiedsrichter: Stuart Cummings |
| 23. März | Bericht        |        |       | Alfred McAlpine Stadium, Huddersfield Zuschauer: 17.139 Schiedsrichter: Stuart Cummings |

## Finale
| 27. April | St Helens       | 40 : 32 | Bradford Bulls | Wembley Stadium, London Zuschauer: 75.994 Schiedsrichter: Stuart Cummings |
| 27. April | (12:14) Bericht |         |                | Wembley Stadium, London Zuschauer: 75.994 Schiedsrichter: Stuart Cummings |